# 労働者職業病補償に関する条約 (1925年)
労働者職業病補償に関する条約（ろうどうしゃしょくぎょうびょうほしょうにかんするじょうやく、英語: Convention concerning Workmen's Compensation for Occupational Diseases）は、国際労働機関の条約。1925年6月10日に採択され、1927年4月1日に発効した。職業病による労働不能への補償原則を定めた条約であり、1934年の改正条約と1964年の業務災害の場合における給付に関する条約で改定された。
2018年4月現在、68か国が批准しており、うちイギリス、スウェーデン、アイルランド、オランダ、ウルグアイ、セネガル、チリ、ハンガリーの8か国が脱退している。